# Medaillenspiegel der Olympischen Sommerspiele 1900
Der Medaillenspiegel für die Olympischen Sommerspiele 1900 in Paris, die im Rahmen der dortigen Weltausstellung (Exposition Universelle et Internationale de Paris) ausgetragen wurden, ist beeinflusst durch eine Fülle von Annahmen aufgrund von Problemen bei der späteren Aufarbeitung der Geschehnisse und deren Einordnung in die olympische Geschichte. Ursächlich dafür ist im Wesentlichen die völlige Bedeutungslosigkeit von Pierre de Coubertin, dem Begründer der neuzeitlichen Olympischen Spiele, und dem Internationalen Olympischen Komitee (IOC), die sich gänzlich der Organisation der Weltausstellung unterordnen mussten.

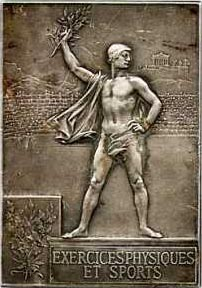
Plakette der Weltausstellung
für einige Sportwettbewerbe

Das IOC hat die Olympischen Sommerspiele 1900 dennoch als solche legitimiert und seine offizielle Haltung zu olympischen Wettbewerben und zu den Olympiasiegern und Platzierten bzw. deren Nationalität veröffentlicht. Hierzu gehört auch ein Medaillenspiegel, wobei das IOC jedoch ausdrücklich erklärt, dass dieser der reinen Information dient und keine Rangfolge der Nationen darstellt, da das IOC eine solche prinzipiell ablehnt.
Für den offiziellen Medaillenspiegel ist anzumerken, dass die Mannschaftswettbewerbe zu jener Zeit nicht als Nationenwertung gedacht waren, sondern für Vereins- oder Verbandsmannschaften ausgeschrieben wurden. Diese vertraten in der Regel bei internationalen Wettbewerben das jeweilige Land, in dem der Verein oder Verband ansässig war. Dabei stellte es sich nicht als hinderlich dar, wenn in diesen Teams auch Sportler unterschiedlicher Nationen vertreten waren. Diese Mannschaften werden heutzutage vom IOC gesondert als gemischte Mannschaften gewertet.
Das IOC geht bei seinem Medaillenspiegel ursprünglich von 89 Wettbewerben aus (bei Vergabe von zwei ersten Plätzen in einem Wettbewerb, dem Hochspringen bei den Reiterwettkämpfen). Eine Auszeichnung der ersten drei Plätze in der heutigen Form mit Gold-, Silber- und Bronzemedaille hatte es 1900 nicht gegeben. Bei einigen Sportarten und Wettbewerben wurden Plaketten aus Silber oder Bronze vergeben. Dies führt zu der allgemeinen Handhabung, dass für die Sommerspiele 1900 Platz 1 mit Silber, Platz 2 mit Bronze und Platz 3 ohne Medaillenkennung dargestellt wird.

## Offizieller Medaillenspiegel des IOC
| Platz | Mannschaft                 | Silber | Bronze | 3. Platz | Gesamt |
| ----- | -------------------------- | ------ | ------ | -------- | ------ |
| 01    | Frankreich (FRA)           | 27     | 40     | 36       | 103    |
| 02    | Vereinigte Staaten (USA)   | 19     | 14     | 15       | 48     |
| 03    | Großbritannien (GBR)       | 15     | 8      | 9        | 32     |
| 04    | Gemischte Mannschaft (XXZ) | 7      | 3      | 4        | 14     |
| 05    | Schweiz (SUI)              | 6      | 2      | 1        | 9      |
| 06    | Belgien (BEL)              | 5      | 7      | 5        | 17     |
| 07    | Deutsches Reich (GER)      | 4      | 3      | 2        | 9      |
| 08    | Königreich Italien (ITA)   | 3      | 2      | —        | 5      |
| 09    | Australien (AUS)           | 2      | —      | 3        | 5      |
| 10    | Dänemark (DEN)             | 1      | 3      | 2        | 6      |
| 11    | Ungarn (HUN)               | 1      | 2      | 2        | 5      |
| 12    | Kuba (CUB)                 | 1      | 1      | —        | 2      |
| 13    | Kanada (CAN)               | 1      | —      | 1        | 2      |
| 14    | Spanien (ESP)              | 1      | —      | —        | 1      |
| 0     | Luxemburg (LUX)            | 1      | —      | —        | 1      |
| 16    | Österreich (AUT)           | —      | 3      | 3        | 6      |
| 17    | Norwegen (NOR)             | —      | 2      | 3        | 5      |
| 0     | Niederlande (NED)          | —      | 2      | 3        | 5      |
| 19    | Britisch-Indien (IND)      | —      | 2      | —        | 2      |
| 20    | Böhmen (BOH)               | —      | 1      | 1        | 2      |
| 21    | Schweden (SWE)             | —      | —      | 1        | 1      |
|       | Gesamt                     | 94     | 95     | 91       | 280    |

Anmerkung: Das IOC hat 93 Wettbewerbe bei den Spielen 1900 anerkannt. Gegenüber den ursprünglichen 89 sind drei Segelwettbewerbe (Eintonner, Zehntonner und Zwanzigtonner), ein Bogenschießwettbewerb und das Punktefahren beim Radsport offiziell in den Ergebnislisten zu finden, dagegen wurde der Ordonnanzrevolver-Wettbewerb gestrichen. Die Nationalität von Théato beim Marathon wurde von Frankreich auf Luxemburg geändert.

## Übersicht der gemischten Mannschaften
Bei acht Wettbewerben hat das IOC die Beteiligung einer oder mehrerer gemischter Mannschaften festgelegt, also von Teams mit Sportlern unterschiedlicher Nationen. Insgesamt wirkten hierbei zwölf gemischte Mannschaften mit, deren Sportler sich auf neun Nationen verteilten.
Es ist anzumerken, dass einzelne gemischte Mannschaften selbst unter Sporthistorikern höchst umstritten sind. Dazu zählt insbesondere das Team im 5000-Meter-Mannschaftslauf der Leichtathletik aus dem Vereinigten Königreich (GBR) und Australien (AUS), und der Zweier mit Steuermann im Rudern aus den Niederlanden (NED) mit einem unbekannten französischen (FRA) Straßenjungen als Steuermann.
In verschiedenen Veröffentlichungen sind grundsätzlich keine gemischten Mannschaften aufgelistet, sondern die Medaillen dort jedem Land einzeln zugewiesen oder nur dem Land, welches durch den Verein oder Verband vertreten wurde.
| Platz | Mannschaften | Silber | Bronze | 3. Platz | Gesamt |
| ----- | ------------ | ------ | ------ | -------- | ------ |
| 01    | GBR/FRA      | 2      | —      | 1        | 3      |
| 02    | GBR/USA      | 1      | 1      | 1        | 3      |
| 03    | GBR/AUS      | 1      | —      | —        | 1      |
| 0     | SWE/DEN      | 1      | —      | —        | 1      |
| 0     | NED/FRA      | 1      | —      | —        | 1      |
| 06    | GBR/USA/ESP  | —      | 1      | 1        | 2      |
| 07    | USA/FRA      | —      | 1      | —        | 1      |
| 08    | GBR/BOH      | —      | —      | 1        | 1      |
|       | Gesamt       | 6      | 3      | 4        | 13     |

## Alternativer Medaillenspiegel (inoffiziell)
Die Umstände, unter denen sich die Olympischen Sommerspiele 1900 abspielten, erschwerten die spätere Aufarbeitung der Geschehnisse und deren Einordnung in die olympische Geschichte ungemein. Das IOC bediente sich dazu der Arbeit zahlreicher namhafter Sporthistoriker. Dennoch wird vielfach die aktuelle Darstellung als lückenhaft betrachtet, und eine Reihe der vom IOC vorgenommenen Zuordnungen und Auslegungen sind heftig umstritten.
Inzwischen ist auch beim IOC nachzulesen, dass man bei den Olympischen Sommerspielen 1900 von 95 Wettbewerben ausgeht. Eine Zahl, die z. B. auch der bedeutende Sporthistoriker Bill Mallon für zutreffend erachtet. Der Medaillenspiegel erfuhr vom IOC diesbezüglich jedoch keine Anpassung.
Auch andere historisch belegte Fakten wurden lange Zeit oder werden noch immer ignoriert. So hat man erst im Jahr 2007 den Medaillenspiegel dahingehend abgeändert, dass man die Wertung des zweiten Platzes für den Fechter Italo Santelli auf Italien übertrug, nachdem man Santelli Jahrzehnte stets als Ungarn angesehen hatte. Andererseits wird der Sieger im Marathonlauf, Michel Théato, bis heute in den Siegerlisten fälschlicherweise als Franzose geführt. Inzwischen ist durch Auffinden seiner Geburtsurkunde jedoch festgestellt worden, dass Théato in Luxemburg geboren wurde. Er lebte zwar in Paris, aber zur Annahme der französischen Staatsbürgerschaft war er definitiv zu jung.
Diese und andere historisch belegte Fakten führen zu einem alternativen Medaillenspiegel, der hier dargestellt ist. Innerhalb dieser Auflistung sind folgende Umstände berücksichtigt:
- ein zusätzlicher Wettbewerb im Bogenschießen, 50-Meter-Scheibenschießen - championat du monde
- ein zusätzlicher Wettbewerb im Radfahren, 5000-Meter-Punktefahren
- zwei zusätzliche Wettbewerbe im Reiten, Vorführen von Reitpferden und Gespannfahren
- drei zusätzliche Wettbewerbe im Segeln, 0,5 bis 1 Tonne, 2. Wettfahrt, 3 bis 10 Tonnen, 1. Wettfahrt und über 20 Tonnen
- ein abgängiger Wettbewerb im Schießen, Ordonnanzrevolver 20 Meter
- Zuweisung des ersten Platzes im Marathonlauf für Luxemburg anstatt für Frankreich
- Zuweisung des dritten Platzes im Wasserball für eine gemischte Mannschaft anstatt für Frankreich

| Platz | Mannschaft                 | Silber | Bronze | 3. Platz | Gesamt |
| ----- | -------------------------- | ------ | ------ | -------- | ------ |
| 01    | Frankreich (FRA)           | 28     | 43     | 37       | 108    |
| 02    | Vereinigte Staaten (USA)   | 19     | 14     | 15       | 48     |
| 03    | Großbritannien (GBR)       | 16     | 7      | 9        | 32     |
| 04    | Gemischte Mannschaft (XXZ) | 6      | 3      | 4        | 13     |
| 05    | Belgien (BEL)              | 6      | 6      | 5        | 17     |
| 06    | Schweiz (SUI)              | 6      | 2      | 1        | 9      |
| 07    | Deutsches Reich (GER)      | 4      | 3      | 2        | 9      |
| 08    | Königreich Italien (ITA)   | 3      | 2      | —        | 5      |
| 09    | Australien (AUS)           | 2      | —      | 3        | 5      |
| 10    | Dänemark (DEN)             | 1      | 3      | 2        | 6      |
| 11    | Ungarn (HUN)               | 1      | 2      | 2        | 5      |
| 12    | Kuba (CUB)                 | 1      | 1      | —        | 2      |
| 13    | Kanada (CAN)               | 1      | —      | 1        | 2      |
| 14    | Spanien (ESP)              | 1      | —      | —        | 1      |
| 0     | Luxemburg (LUX)            | 1      | —      | —        | 1      |
| 16    | Österreich (AUT)           | —      | 3      | 3        | 6      |
| 17    | Norwegen (NOR)             | —      | 2      | 3        | 5      |
| 0     | Niederlande (NED)          | —      | 2      | 3        | 5      |
| 19    | Britisch-Indien (IND)      | —      | 2      | —        | 2      |
| 20    | Böhmen (BOH)               | —      | 1      | 1        | 2      |
| 21    | Mexiko (MEX)               | —      | —      | 1        | 1      |
| 0     | Schweden (SWE)             | —      | —      | 1        | 1      |
|       | Gesamt                     | 96     | 96     | 93       | 285    |